# Сонечко семикрапкове
Сонечко семикрапкове (Coccinella septempunctata) — поширений вид жуків родини сонечок, ареал якого охоплює Євразію, Північну Америку та Австралію. Застосовується в біологічному захисті рослин від сільськогосподарських шкідників. Є найпоширенішим видом родини в Україні.

## Опис
Розмір тіла становить 5–8 мм. Черевна частина забарвлена в чорний колір. Передньогруди також чорні, з двома білувато-жовтими плямами, розташованими на передніх кутах. Надкрила можуть бути жовтими, рудими або червоними; кожне з них має по три чорні плями, а також одну спільну чорну пляму біля щитка.

## Спосіб життя

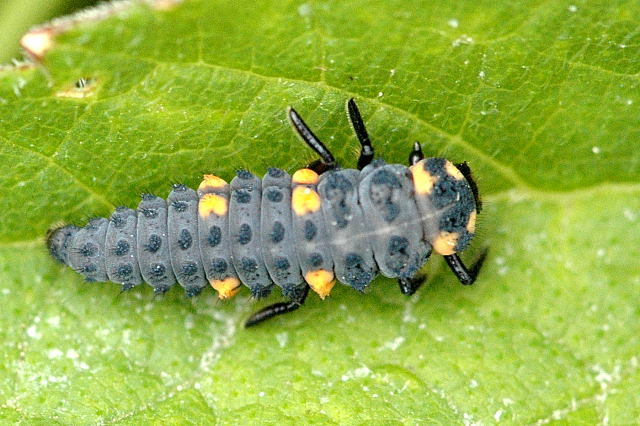
Личинка

Як і більшість представників родини, сонечко семикрапкове є хижаком, однак може також споживати пилок рослин і спори грибів. Після вилуплення з яйця личинка живиться дрібними комахами, зокрема попелицями, кокцидами, яйцями лускокрилих, трипсами тощо. Доросла особина (імаго) також має хижий спосіб живлення.

Токсична речовина кокцинелін, на яку багата гемолімфа сонечок

Жуки отруйні для більшості хижаків. У разі небезпеки жуки виділяють жовтуватий секрет на згинах кінцівок, до складу якого входить N-оксид кокцинеліну. Яскраве забарвлення надкрил виконує попереджувальну функцію, слугуючи сигналом про токсичність.
Зимує у стадії імаго. Навесні демонструє активну міграцію.

## Поширення
Зустрічається в Європі і Азії, інтродуковане у Північну Америку і Австралію для боротьби з попелицями. Звичайний вид в Україні.
Сонечка зустрічаються у найрізноманітніших біотопах і екосистемах: у лісах, луках, степах, агроценозах, містах тощо. Крім того, після завезення у Північну Америку семикрапковому сонечку вдалося витіснити місцевий близький вид Coccinella novemnotata з власних екосистем. Ентомологи пояснюють таке поширення високим генетичним і фенотиповим різноманіттям.

## Взаємодія з людиною
Семикрапкове сонечко використовується для боротьби з дрібними комахами-шкідниками, зокрема в оранжереях і в садах.
Широке розповсюдження, чисельність та яскраве забарвлення призвели до появи значної кількості народних назв сонечка. На Західному Поліссі відомі назви «бездрик», «зозулька», «жовтобрушка» тощо.
Згадкою про сонечко семикрапкове починається роман Любко Дереша «Тереза та парабола»:
|  | Сонечко семикрапкове (також знане в деяких колах як Coccinella septempunctata) своєю появою десь між пермом і тріасом створило справжню архаїчну сенсацію. Воно вилізло з-за обрію бруньки на самісінькому чубкові дерева гінкго, вказуючи білими цятками в керунку палаючого оранжем заходу. В цю секунду тріумфу сонечко видавалося сяючою планетою, що затулила сонце. На півкулі маренового в чорну горошину панцира лищали неозорі хітинові бліки. Сонечко завмерло на тлі велетенського диска сонця і вмиротворено заворушило вусиками. |

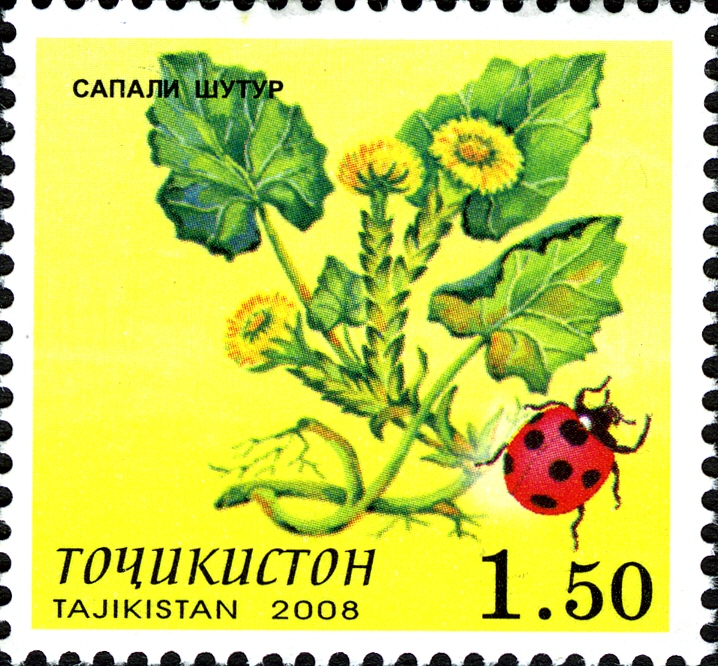

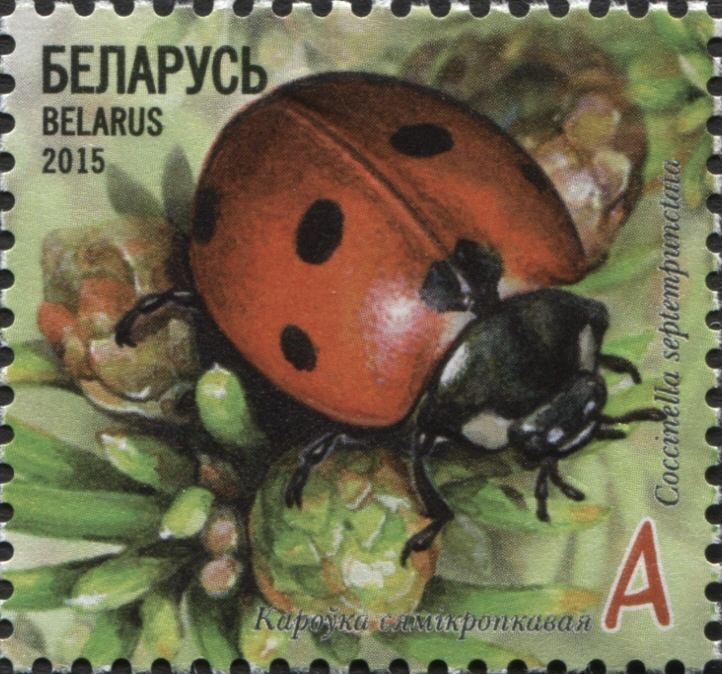

Сонечко семикрапкове було обрано комахою-символом Фінляндії у 1996 році шляхом поштового голосування, проведеного відомим натуралістичним журналом[яким?]. Вибір виявився вдалим та спонукав пробудження цікавості до життя цих комах: маленьке сонечко має яскравий зовнішній вигляд, воно не кусається та не жалить, що дозволяє спокійно й довго його розглядати. На високий рейтинг сонечка у публічному голосуванні вплинув вірш, котрий повторюють усі фінські діти, тримаючи сонечко на долоні: «Сонечко, лети, лети до підніжжя великого каменя, там твої татусь з мамусею варять кашку для тебе».
Логотипом із зображенням сонечка помічають «органічні» продукти харчування.[джерело?]
Семикрапкове сонечко є одним із найпопулярніших об’єктів зображення у філателії, присвяченій комахам, зокрема на поштових марках.